# Geruge
Geruge é uma comuna francesa na região administrativa de Borgonha-Franco-Condado, no departamento de Jura. Estende-se por uma área de 4,36 km². Em 2010 a comuna tinha 178 habitantes (densidade: 40,8 hab./km²).